# Achnatherum longiaristatum
Achnatherum longiaristatum là một loài thực vật có hoa trong họ Hòa thảo. Loài này được (Boiss. & Hausskn.) Keng & P.C. Kuo mô tả khoa học đầu tiên năm 1976.